# Jean-Marie Chami
Jean-Marie Chami (* 14. Mai 1962 in Beirut) ist ein libanesischer melkitischer Geistlicher, Weihbischof des Melkitischen Patriarchats von Antiochia und Patriarchalvikar der Eparchie Alexandria. Chami ist Initiator des Sozialprojektes L’Ecoute.

## Leben
Jean-Marie Chami erwarb die Hochschulreife bei den Brüdern der christlichen Schulen und studierte zunächst Architektur an der Fakultät für schöne Künste und Musikwissenschaft. Einige Jahre war er als Architekt tätig, bevor er mit dem Philosophiestudium bei den melkitischen Paulisten in Harissa seine Priesterausbildung begann. Das Theologiestudium absolvierte er in Lyon am Seminar des Istituto del Prado und an der Universität Freiburg in der Schweiz. Am 8. Dezember 1996 empfing er das Sakrament der Priesterweihe für die Erzeparchie Beirut und Jbeil.
Nach der Priesterweihe war er zunächst in der Pfarrseelsorge tätig und später Ökonom sowie Synkellos der Erzeparchie. 2003 trat er dem Istituto del Prado bei und wurde zu dessen Superior für den Nahen Osten berufen.
Am 25. Juni 2022 bestätigte Papst Franziskus seine durch die Synode der melkitischen Kirche erfolgte Wahl zum Weihbischof im Patriarchat von Antiochien sowie zum Patriarchalvikar für die Ägypten, den Sudan und Südsudan umfassende Eparchie Alexandria. Gleichzeitig ernannte er ihn zum Titularbischof von Tarsus dei Greco-Melkiti. Der melkitische Patriarch Joseph Absi SMSP spendete ihm am 3. September desselben Jahres in der Paulsbasilika in Harissa die Bischofsweihe. Mitkonsekratoren waren der Erzbischof von Beirut und Jbeil, Georges Bacaouni, und der Bischof der Eparchie Erzengel Sankt Michael in Sydney, Robert Rabbat.

## Wirken
Er engagierte sich besonders in der Behindertenseelsorge und beherrscht die Gebärdensprache. 1999 gründete er L’Ecoute in Beirut, eine gemeinnützige Organisation, die sich für die Bedürfnisse von Hörgeschädigten  in schwierigen Lebensumständen einsetzt. L’Ecoute ist außerdem für Menschen mit anderen körperlichen oder geistigen Behinderungen sowie Menschen in sozialen Notlagen tätig.
Ein von Chami initiiertes Recycling-Projekt verbindet Ökologie und Sozialarbeit innerhalb der L’Ecoute. An 200 Sammelpunkten im Libanon werden Altmetall, Plastikflaschen und -tüten sowie elektronische Geräte wie Drucker, Computer oder Fernseher gesammelt. Mit den Einnahmen aus dem Recycling-Projekt von monatlich 9.000 bis 11.000 US-Dollar finanziert L’Ecoute die sozialen Aktivitäten.